# Hôtel Lyon de Saint Ferréol
Pour les articles homonymes, voir Lyon (homonymie).
L'hôtel Lyon de Saint Ferréol (ou hôtel de Saint-Ferréol) est un hôtel particulier situé au n° 42 sur le Cours Mirabeau, à Aix-en-Provence, Provence-Alpes-Côte d'Azur, France.

## Construction et historique
L'hôtel particulier fut fait construit après le percement du Cours Mirabeau, dans la deuxième moitié du XVIIe siècle, par un certain Pierre Maurel pour un de ses fils, qui le vendit ensuite en 1707 à Joseph Lyon de Saint-Ferréol.
En 1769 le bâtiment fut acheté par Reinaud de Fontvert. 
En 1818, c'est le chocolatier Giraud Ginesy qui l'achète.